# Житков, Александр Николаевич
Алекса́ндр Никола́евич Житко́в (5 мая 1967, Москва) — советский и российский футболист, защитник и нападающий. Мастер спорта СССР.

## Карьера
Воспитанник СДЮШОР московского «Торпедо», первым тренером был В. И. Соколов. Состоял в ВЛКСМ. С 1984 по 1986 годы в составе «автозаводцев» принимал участие в турнире дублирующих составов, сыграл 45 матчей и забил 12 голов, а за основной состав провёл 3 игры в Кубке Федерации. В 1987 пополнил ряды ЦСКА, где за основу сыграл один матч в Кубке Федерации, а также сыграл 25 матчей за ЦСКА-2.
В 1988 играл за московский СК ЭШВСМ, в 21 встрече забил 4 гола, после чего в том же году перешёл в московский «Локомотив», в составе которого в 1989 году дебютировал в Высшей лиге СССР, где провёл 10 матчей и забил 1 мяч. Всего за «железнодорожников» в период с 1988 по 1991 год сыграл 18 встреч и забил 2 гола.
В первой половине 1990-х годов играл в чемпионатах Чехословакии и Чехии за «Татран», «Богемианс», «Витковице», «Зноймо».
Затем с 1994 по 1995 год был в заявке московского «Локомотива», однако на поле не выходил. Позже пополнил ряды «Кубани», где в сезоне 1995 года сыграл 25 матчей и забил 4 мяча.
С 1996 по 1997 год выступал за ульяновскую «Волгу», в 27 встречах отметился 5 голами.
С 1998 по 1999 год играл в высшей лиге Казахстана за «Женис», сыграл 47 матчей и забил 9 мячей. С 2000 по 2002 год защищал цвета клуба «Есиль» из Кокшетау, за который забил 4 гола в 85 матчах Высшей лиги Казахстана.

## После карьеры
После завершения карьеры футболиста работал с 2003 по 2008 год администратором в клубе «Женис» (позднее ставший «Астаной»), а с 2009 года является администратором созданного в том году «Локомотива», с 2011 года тоже называющегося «Астаной». Кроме того, с 2006 по 2008 год был менеджером, а в 2009 старшим менеджером сборной Казахстана.